# Revista Azul
La Revista Azul fue publicada semanalmente en la Ciudad de México de 1894 a 1896. La publicación expuso a diversos autores del modernismo, tendencia literaria de la época. Llegó a ser portavoz de este movimiento en América Latina, el cual se caracterizó en renovar la prosa y poesía hispánica evitando caer en el exceso de la retórica romántica.

## Historia y colaboradores
Fue fundada por Manuel Gutiérrez Nájera y Carlos Díaz Dufoo. El secretario de redacción de la revista fue Luis G. Urbina. Fue publicada como un suplemento dominical del periódico El Liberal del 6 de mayo de 1894 al 11 de octubre de 1896. Su nombre pudo haber sido inspirado en el libro de cuentos y poemas Azul... de Rubén Darío o bien pudo haber sido una referencia a la revista francesa Revue Bleu que se editaba en París. Mientras que Gutiérrez Nájera utilizó el seudónimo "El Duque Job", Díaz Dufoo utilizó el seudónimo de "Petit Bleu" y Urbina el de "Daniel Eyssette". La revista dejó de publicarse en octubre de 1896 cuando desapareció el periódico que la sustentaba, el cual fue sustituido por El Imparcial.
Durante sus tres años de publicación colaboraron 96 autores hispanoamericanos seguidores del modernismo, sin contar a los mexicanos. Entre ellos: Rubén Darío, Julián del Casal, José Santos Chocano, José Martí, Salvador Díaz Mirón, Amado Nervo, Manuel José Othón, María Enriqueta Camarillo, José Juan Tablada, Luis Gonzaga Urbina, Enrique Fernández Granados, Juan Sánchez Azcona, Francisco M. de Olaguíbel, Juan B. Delgado y Francisco de Icaza, al igual que algunos grandes amigos de autores mexicanos que reconocían su talento y los apoyaban para publicar sus obras, es el caso de José A. Castillón, quien fue director del Diario Oficial de México, durante el gobierno de Porfirio Díaz, (quien estuvo influenciado por el arte francés en general, que influencio la arquitectura, la literatura, la pintura, la escultura, transporte, de esa época en México), José A. Castillón dedicaba su tiempo libre a realizar creaciones y ensayos como el famoso: "BOSQUEJO" realizado en mayo de 1896 y publicado en la Revista Azul, (Abajo). Gutiérrez Nájera defendió la orientación francesa de la revista, pues consideraba que, en esa época, era en Francia donde se vivía el arte más intensamente. De tal suerte, fueron traducidas y publicadas creaciones de 69 autores franceses, entre ellos: Baudelaire, Barbey d'Aurevilly, Coppée, Gautier, Heredia, Hugo, Leconte de Lisle, Richepin, Sully Prudhomme y Verlaine. 
En 1907, Manuel Caballero lanzó la segunda época de la Revista Azul sin alcanzar los resultados ni la fama de la primera época.